# 나나이모 바

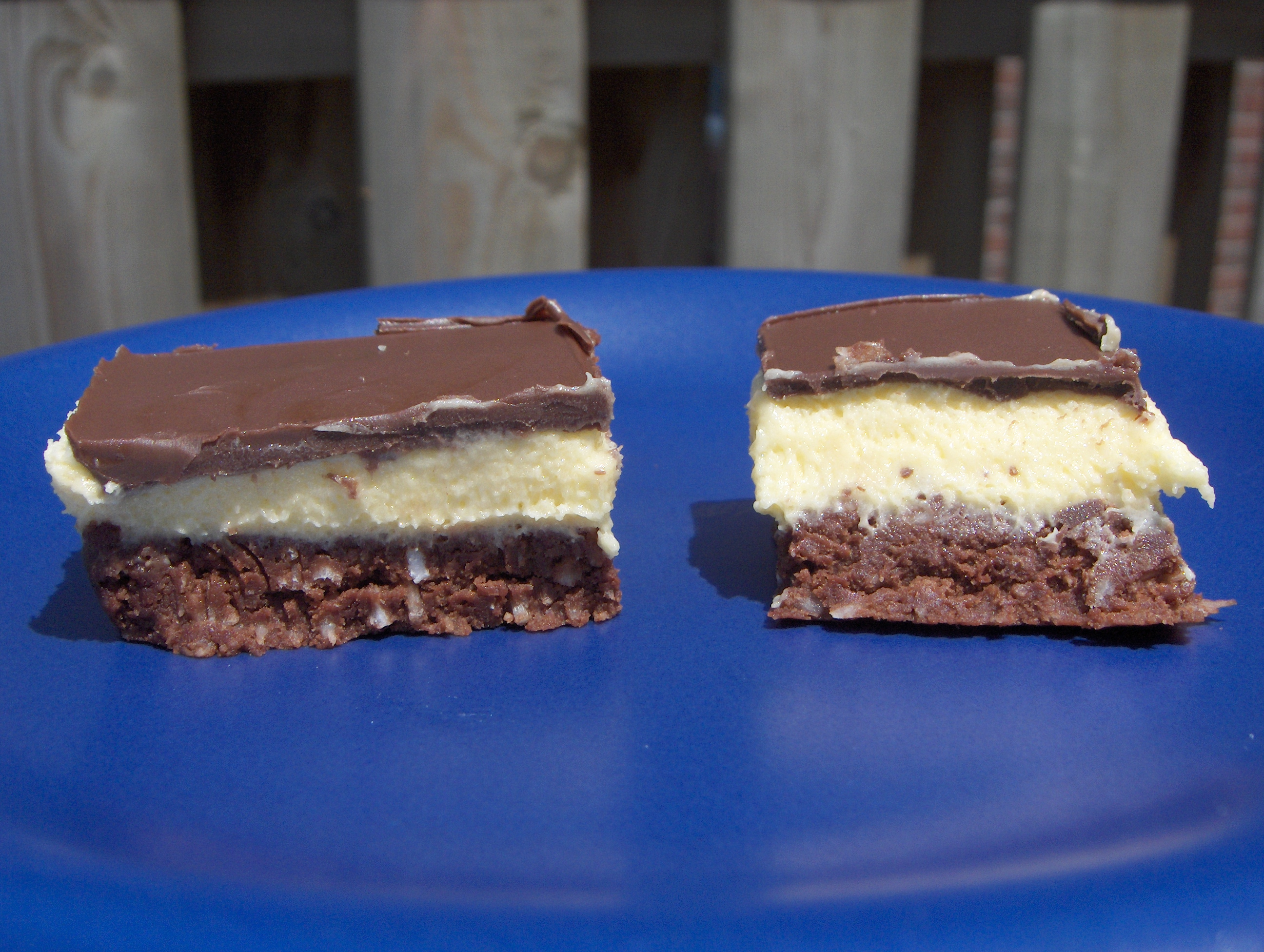

나나이모 바(Nanaimo bar, /nəˈnaˈmoʊ/ nə-NY-moh)는 베이킹이 필요 없는 바 디저트로 브리티시컬럼비아주의 캐나다 도시 너나이모의 이름을 따서 명명되었다. 웨이퍼 (음식), 견과류(호두, 아몬드 또는 피칸), 코코넛 부스러기 베이스의 세 가지 층으로 구성된다. 중간에 커스터드 아이싱, 그리고 그 위에 초코 가나슈를 얹어준다. 다양한 유형의 부스러기(crumb), 다양한 맛의 아이싱(예: 땅콩버터 또는 코코넛, 모카), 다양한 유형의 초콜릿으로 구성된 다양한 종류가 존재한다.

## 같이 보기
- 캐나다 요리